# Six variations sur «Salve tu, Domine»
Les six variations en fa majeur pour piano sur « Salve tu, Domine », K. 398/416e, sont une œuvre pour piano de Wolfgang Amadeus Mozart, écrite probablement en mars 1783 à Vienne. La pièce est formée de six variations basées sur le chœur du premier acte des Filosofi immaginarii de Giovanni Paisiello, opéra créé à Saint-Pétersbourg en 1779 et repris à Vienne en langue allemande en 1781. Le compositeur a créé cette œuvre le 
23 mars 1783 au Burgtheater.

## Structure
- Thème: en fa majeur, à 
, 22 mesures
- Les Variations I à III ont 22 mesures
- La Variation IV est en fa mineur. Elle comporte 26 mesures à 
 et une dernière mesure marquée Adagio, à
- La Variation V est marquée Tempo primo, à 
. Les deux dernières mesures (23 et 24) sont à
- La Variation VI comporte 35 mesure, plus une cadence développée écrite à la mesure 16

Durée de l'interprétation : Env. 8 min
Thème :